# Приуральское (Коми)
Приура́льское (коми Приуральскöй) — село в муниципальном районе Печора Республики Коми. Административный центр сельского поселения Приуральское.

## География
Село находится на левом берегу реки Печора, на расстоянии 55 км к юго-востоку от города Печора (70 км по реке), административного центра района, и 495 км к северо-востоку города от Сыктывкар, столицы республики.

### Часовой пояс
Село Приуральское, как и вся Республика Коми, находится в часовой зоне МСК (московское время). Смещение применяемого времени относительно UTC составляет +3:00.

## История
Основано Степаном Ефимовичем Габовым в 1926 году. Носило названия Коммуна и Ворошиловка. В 1962 году село Республика переименовано в Приуральское.

## Население
| 2010 |
| ---- |
| 318  |

## Инфраструктура
В селе действуют средняя школа им. И. Е. Кулакова, детский сад, библиотека, дом культуры.

## Транспорт
В 3 км к югу находится деревня Даниловка, с которой село связано местной дорогой. С другими населёнными пунктами дорожного сообщения нет (кроме автозимника по Печоре в зимнее время).